# Malinao (Albay)
Malinao is een gemeente in de Filipijnse provincie Albay op het eiland Luzon. Bij de laatste census in 2007 had de gemeente bijna 40 duizend inwoners.

## Geografie

### Bestuurlijke indeling
Malinao is onderverdeeld in de volgende 29 barangays:
| - Awang - Bagatangki - Bagumbayan - Balading - Balza - Bariw - Baybay - Bulang - Burabod - Cabunturan - Comun - Diaro - Estancia - Jonop - Labnig | - Libod - Malolos - Matalipni - Ogob - Pawa - Payahan - Poblacion - Quinarabasahan - Santa Elena - Soa - Sugcad - Tagoytoy - Tanawan - Tuliw |

## Demografie
Malinao had bij de census van 2007 een inwoneraantal van 39.516 mensen. Dit zijn 3.285 mensen (9,1%) meer dan bij de vorige census van 2000. De gemiddelde jaarlijkse groei komt daarmee uit op 1,20%, hetgeen lager is dan het landelijk jaarlijks gemiddelde over deze periode (2,04%). Vergeleken met de census van 1995 is het aantal mensen met 5.644 (16,7%) toegenomen.

De bevolkingsdichtheid van Malinao was ten tijde van de laatste census, met 39.516 inwoners op 107,5 km², 367,6 mensen per km².